# Universidad Tecnológica de Sídney
La Universidad Tecnológica de Sídney (UTS) es una universidad pública de investigación situada en Sídney, Australia. Aunque se dice que sus orígenes se remontan a la década de 1870, la universidad se fundó en su forma actual en 1988. A partir de 2019, la UTS matricula a 46.259 estudiantes a través de sus 9 facultades y escuelas.
La universidad está considerada como una de las principales universidades jóvenes del mundo (con menos de 50 años), ocupando el primer puesto en Australia y el undécimo en el mundo según la Clasificación mundial de universidades QS de 2021.
La UTS es miembro de la Red Australiana de Tecnología, la Asociación de Instituciones de Enseñanza Superior del Sudeste Asiático y la Asociación de Universidades de la Commonwealth.

Universidad Tecnológica de Sídney

## Historia
La Universidad Tecnológica de Sídney tiene su origen en la Escuela de Artes de Mecánica de Sídney (el Instituto de Mecánica más antiguo de Australia que funciona de forma ininterrumpida), que se creó en 1833. En la década de 1870, la Escuela formó el Colegio de Trabajadores, que posteriormente fue adquirido por el gobierno de Nueva Gales del Sur para formar, en 1882, el Colegio Técnico de Sídney.
En 1940, el Parlamento de Nueva Gales del Sur aprobó una ley para establecer un Instituto de Tecnología, que en 1964 dio lugar a la creación del Instituto de Tecnología de Nueva Gales del Sur (NSWIT). En 1968, el Instituto de Tecnología de Nueva Gales del Sur se fusionó con el Instituto de Estudios Empresariales de Nueva Gales del Sur. En 1976, el NSWIT creó la primera facultad de derecho de Nueva Gales del Sur fuera del sector universitario. El campus de Haymarket se inauguró oficialmente en 1985.
El 8 de octubre de 1987 se concedió el estatus de universidad al NSWIT, a lo que siguió la aprobación de la Ley de la Universidad de Tecnología de Sídney de 1987. Se reconstituyó como Universidad de Tecnología de Sídney (UTS) en 1988, junto con la incorporación de la Escuela de Diseño del antiguo Colegio de Artes de Sídney. En 1989, la University of Technology, Sydney, Act 1989 (NSW) formó la UTS al absorber el Kuring-gai College of Advanced Education (KCAE) y el Institute of Technical and Adult Teacher Education (ITATE) del Sydney College of Advanced Education. En 1991 se creó una estructura académica de nueve facultades y 25 escuelas.

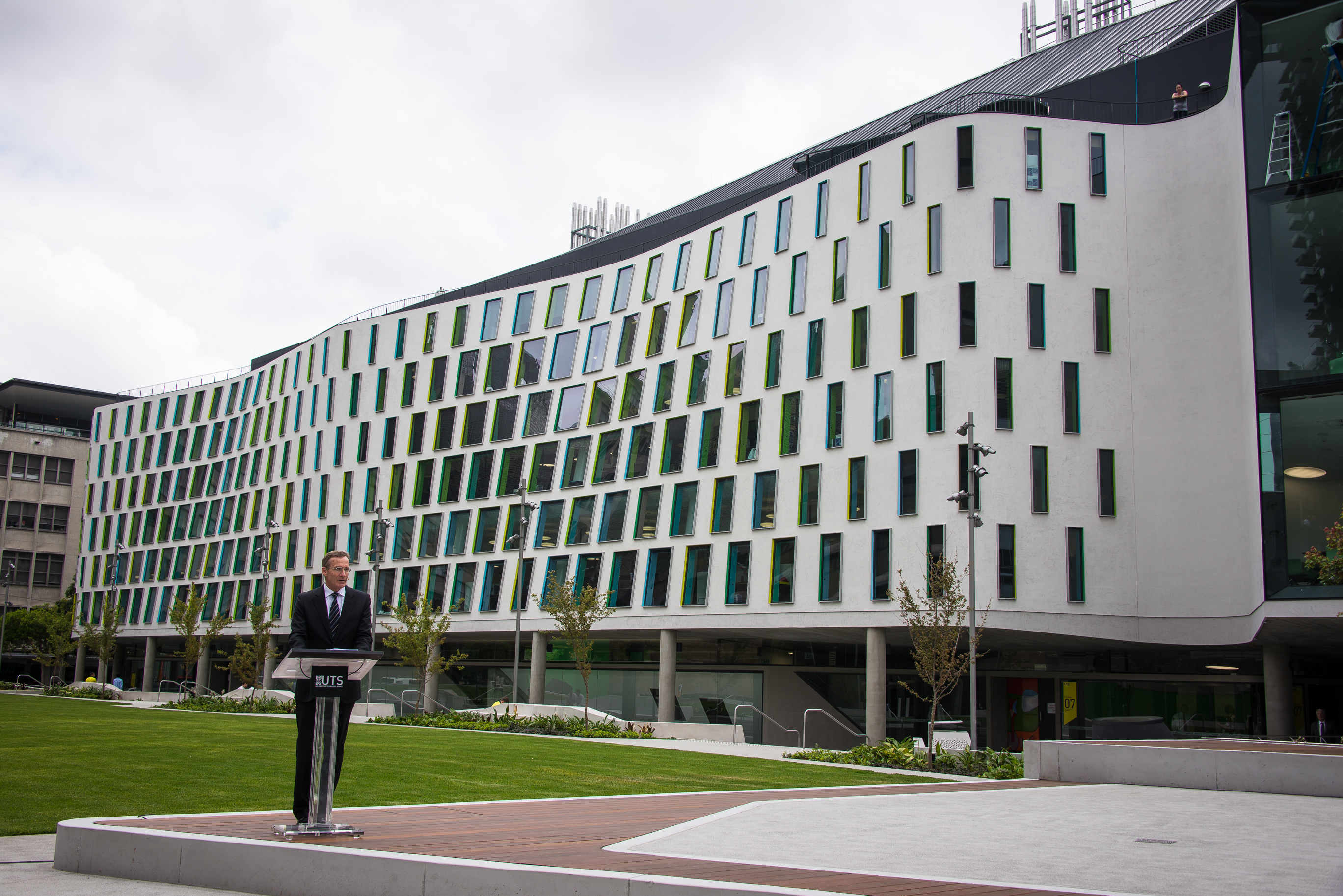
Thomas Street Building

La Escuela de Diseño se ubicó inicialmente en un campus en Balmain, que cerró a finales de 1994, y la escuela se trasladó a un nuevo edificio en el campus de la ciudad. Las escuelas de ciencias medioambientales, biológicas y biomédicas se ubicaron en un campus en St Leonards, que se cerró en 2006, y que también se trasladó al campus de la ciudad tras una remodelación.
El campus de Kuring-Gai cerró a finales de 2015, y las clases e instalaciones se trasladaron al campus principal de Haymarket. Esto marcó la consolidación de la UTS en un único campus unificado en el CBD de Sídney.

## Comunidad de estudiantes
En 2018, la universidad tenía una matrícula de 45.930 estudiantes. 33.070 eran estudiantes de grado, 10.720 de posgrado y 2.140 de doctorado. De todos los estudiantes, 30.796 (67,1%) eran ciudadanos australianos o residentes permanentes y 15.134 (32,9%) eran estudiantes internacionales.
Los estudiantes están matriculados en 9 escuelas o facultades: La mayor es la Escuela de Negocios, con un 23,7%, seguida de la Facultad de Ingeniería y Tecnología de la Información, con un 23%. Otras facultades y escuelas por número de matriculados son: el 11,3% en la Facultad de Artes y Ciencias Sociales; el 10,9% en la Facultad de Diseño, Arquitectura y Construcción (DAB); el 9,6% en la Facultad de Ciencias y el 6,2% en la Facultad de Derecho. Un número menor de estudiantes está matriculado en la Escuela de Postgrado de Salud y en la Facultad de Innovación Transdisciplinaria.

## Alumnos ilustres
Entre los exalumnos más destacados de la Universidad Tecnológica de Sídney se encuentran el actor Hugh Jackman, la vicepresidenta de la oposición Tanya Plibersek, el ex primer ministro de Nueva Gales del Sur Morris Iemma, el actor y cómico australiano de origen vietnamita Anh Do, la actriz y modelo australiana Charlotte Best; la presentadora de televisión australiana y personalidad de los medios de comunicación, Sonia Kruger; el ex teniente de alcalde de Sídney, Henry Tsang; el ex presentador de noticias de 2GB y CNN, Joel Labi; el jugador de críquet australiano, Pat Cummins; la presentadora de televisión australiana y periodista deportiva, Lara Pitt, y la fiscal superior adjunta de Nueva Gales del Sur, Margaret Cunneen.